# Font de Sant Valentí
La font de Sant Valentí és dins del terme municipal d'Olesa de Montserrat.
Està situada al vessant oest de la carena de les Torrades, en un camí que comunica amb la font del Gavatxó, l'obaga dels Mestres i el coll de les Espases, en un racó amagat i una mica feréstec que li dona un caire de pau i tranquil·litat. D'allà estant, podem gaudir d'una vista del massís de Montserrat i el riu Llobregat.
La font de Sant Valentí va ser construïda, a la primera meitat del segle xx, per Valentí Puig Busquets, conegut com en "Niquet", i altres companys seus.